# Poaka
Poaka is een monotypisch geslacht van spinnen uit de  familie van de Amaurobiidae (nachtkaardespinnen).

## Soort
- Poaka graminicola Forster & Wilton, 1973